# ميناماتا (كوماموتو)
مدينة ميناماتا (بالإنجليزية: Minamata) هي أحد المدن التابعة لمحافظة كوماموتو في اليابان. تأسست رسميًا في 01/04/1949. ويقدر عدد سكانها بـ 28123 نسمة حسب تقدير مكتب الإحصاء الياباني لعام 2012. تبلغ مساحة ميناماتا 162.88 كم2. بكثافة سكانية تبلغ 173 نسمة/كم2.